# Jenovéfa Boková

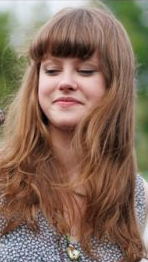
Jenovéfa Boková im Jahr 2010

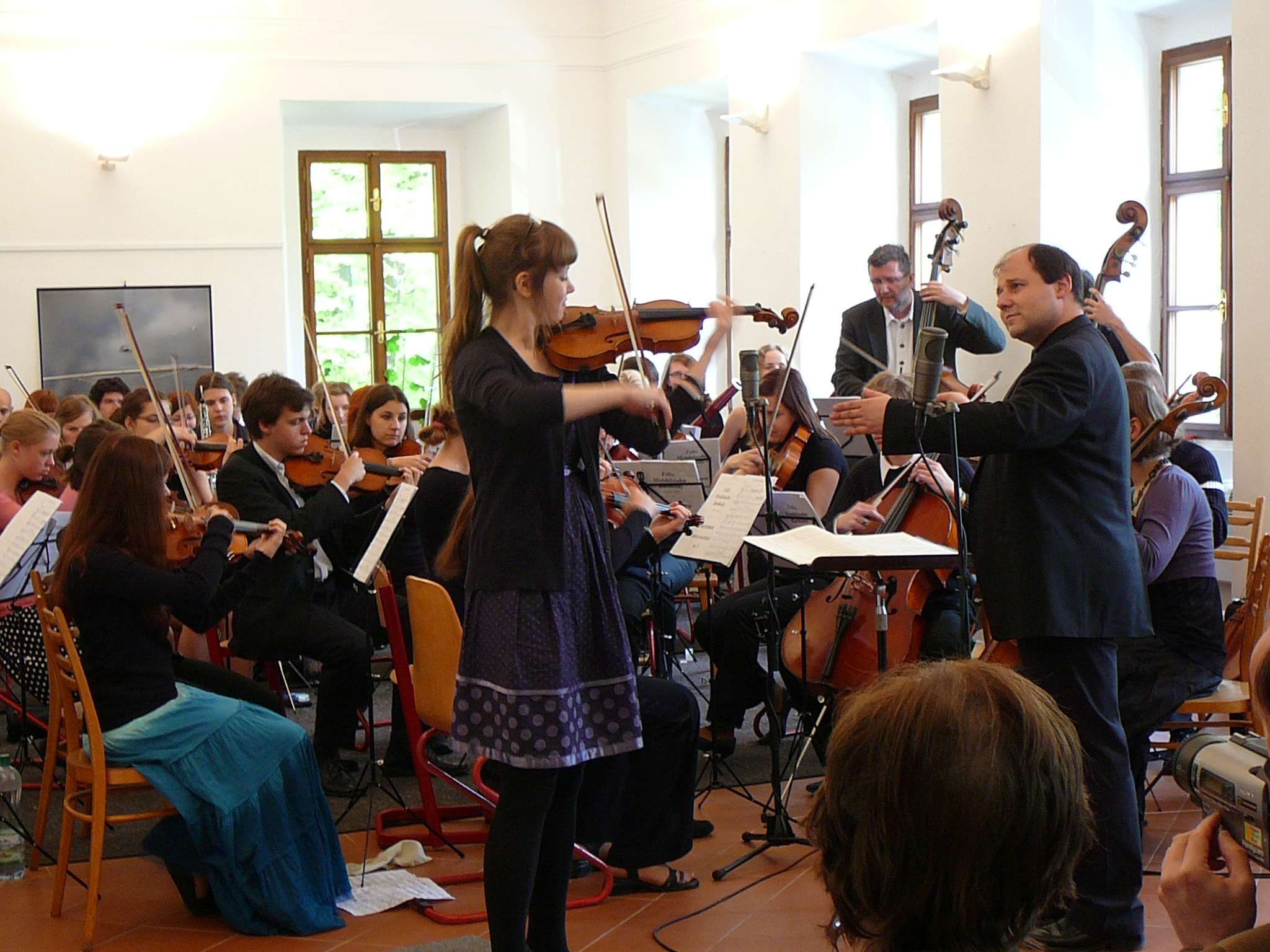
Die Künstlerin ist auch als Violinistin tätig (Foto von 2010)

Jenovéfa Boková (* 16. Mai 1992 in Prag, Tschechoslowakei) ist eine tschechische Schauspielerin und Musikerin.

## Leben
Jenovéfa Boková wurde 1992 in der tschechischen Hauptstadt Prag geboren, ihr Vater ist der Politiker und Aktivist John Bok, ihre Mutter die Malerin und Bildhauerin Jitka Boková. Ihre ältere Schwester Kristýna ist ebenfalls als Schauspielerin tätig. Boková besuchte das Jan-Neruda-Gymnasium, wo sie in Extrakursen für musikalisch Begabte Geigenunterricht erhielt. Sie studierte später am Prager Konservatorium Geige und spielte in der Wunder Bar Band alternativen Jazz und in der Band Jan P. Muchow & The Antagonists.
Ihre schauspielerische Laufbahn ist anfangs stark mit der tschechischen Sparte von HBO verbunden. So gab sie ihr Filmdebüt 2010 in dem HBO-Werk Identity Card (Originaltitel Obcanský prukaz), in dem auch ihre Schwester mitspielte. Sie hatte eine Rolle in der Miniserie Burning Bush – Die Helden von Prag, bei der Agnieszka Holland Regie führte und in der die Folgen der Selbstverbrennung von Jan Palach nach dem Prager Frühling thematisiert werden. Ihren größten Erfolg hatte sie bisher 2018 mit dem Film Momente (Originaltitel Chvilky), für den sie im darauffolgenden Jahr mit dem Český lev („Böhmischer Löwe“) als Beste Hauptdarstellerin ausgezeichnet wurde.

## Filmografie
- 2010: Identity Card (Obcanský prukaz)
- 2013: Burning Bush – Die Helden von Prag (Hořící keř)
- 2013: Revival
- 2015: Familienfilm (Rodinný film)
- 2015: Der Fotograf (Fotograf)
- 2016: Deckname Holec
- 2018: Momente (Chvilky)
- 2019: Maria Theresia (Fernsehserie, 2 Folgen)
- 2025: Franz

## Auszeichnungen
- 2019: Český lev – Beste Hauptdarstellerin (in dem Film Chvilky)[4]